# Уругвай на літніх Олімпійських іграх 1924
Уругвай брав участь у Літніх Олімпійських Іграх 1924 року у Парижі (Франція) уперше за свою історію, і завоював одну золоту медаль.
Чоловіча збірна з футболу, яка вперше в своїй історії взяла участь у турнірі за межами Південної Америки, підкорила паризьку публіку своєю грою. У фінальному матчі «Селесте» невимушено розгромила міцну швейцарську збірну. Багато хто з олімпійських героїв 1924 року згодом став першими чемпіонами світу 1930 року. ФІФА визнає Олімпійські ігри 1924 і 1928 років прототипами своїх чемпіонатів світу, називаючи їх «Аматорськими чемпіонатами світу ФІФА». З 1970-х років ФІФА офіційно дозволила Асоціації футболу Уругваю використовувати над своєю емблемою не 2 (число перемог збірної у Кубках Світу), а 4 зірки, прирівнявши, тим самим, перемоги в Олімпіадах 1924 і 1928 до перемог на чемпіонатах світу.

## Золото
- Футбол, чоловіки.